# 国民革命军第三十军
国民革命军第三十军历史上3次组建。

## 国民四军组成的第一个第三十军
1925年11月奉军郭松龄发动反奉军事政变，战败后被虐杀，残部出走关内，1925年12月在李烈钧、方聲濤携带10万大洋和若干面粉到山海关游说下，魏益三率部投靠占据平津冀北的冯玉祥北京政权，改称国民军第四军，辖一师一旅共6个步兵团、1个重炮兵团、1个工兵营以及少量骑兵，总司令魏益三。1926年3月冯军与直奉联军作战，国民四军脱离冯玉祥，自立为「正義軍」，据守家乡保定，所部扩充为4个旅，其中2个旅编成1个师，魏益三兼任师长，另外2个旅作为独立旅。1926年5月31日在同乡张席珍、陆军大学同学靳雲鶚的引荐下，魏益三率部投靠了直系吴佩孚，任十四省討賊聯軍第四軍（司令齐燮元）副總司令兼第1路司令，参加了攻打冯玉祥部的南口战役，一直进攻到了天镇，冯玉祥败走绥远，魏部战后补充冯玉祥部俘虏兵实力增长到7万余人，编为三路，每路下辖5个步兵团，还直辖1个炮兵团、1个骑兵团、1个卫队团、1个手枪队。1926年10月加入吴佩孚系的靳雲鶚的河南保衛軍任副司令兼第2方面軍軍長，开赴信阳集结，准备支援湖北战事，下辖3个师、1个混成旅和炮兵、骑兵各1个团。1926年12月28日，蒋介石派魏益三的军校同学王法勤、晏道刚、何遂游说，该部被武汉国民政府收编为国民革命军第三十军：
- 军长魏益三
- 副军长彭振国
- 第1师，闻捷任师长;
- 第2师，郝梦龄任师长;
- 第3师，薛毓瑸任师长;
- 骑兵旅，刘凤池任旅长。

1927年4月，该军隶属唐生智的北伐军左翼军，参加河南省境内的北伐战争，与奉军作战。第2师担任第1线进攻，参加了围困遂平之战。
1927年7月，该军驻守鄂北武胜关、广水、黄陂一带。七一五事变后，1927年8月该军发生内讧，军长魏益三率2个师投奔蒋介石；唐生智命留武汉的一个师由彭振国代理军长。1927年10月南京国民政府讨唐，唐生智战败，彭振国辞职，郝梦龄代理军长。1927年底，留武汉政府之30军为南京国民政府的桂系收编，两支第三十军合并后，魏益三任军长。1928年2月25日，国民政府对该军进行整编，所辖第1、第2、第3师分别改番号为第103、第104、第105师。1928年6月骑兵旅扩编为教导师。后任军长王泽民。1928年底，该军番号取消，所辖部队缩编为第54师。师长王泽民（桂系前敌指挥部参谋长），副师长刘凤池，下辖闻捷160旅、郝梦龄161旅和薛毓瑸162旅。一个月后新桂系土崩瓦解，魏益三复任师长。1929年夏唐生智重掌军权后，暗中联系魏益三密谋反蒋。唐生智战败后，1930年初魏益三被迫下野，同乡表弟郝梦龄代理师长，副师长魏我威（魏益三之子），下辖第160、161、162三个旅旅长张鸾诏、王育德、李大同。第54师参加了中原大戰、对中央苏区第二次围剿。1931年在对中央苏区第三次围剿中，为营救在莲塘被红军包围打垮的上官云相第47师，8月7日从良村出发即被红军打垮，副师长魏我威、第160旅旅长张鸾诏阵亡，郝梦龄化妆成伙夫逃命，第161旅旅长王育德、第162旅旅长李大同、师参谋长刘家麒、参谋赵子立等逃回驻地永丰。此战损失一半以上人员。战后旅长分别为汪醒吾、刘书春和郭子权。第54师休整后，调往皖鄂边界罗田、英山一带围剿鄂豫皖红军，师部驻罗田。1933年7月碎石山战斗中，第162旅在追击红军途中遭红82师反击，旅长郭子权阵亡。1934年3月葛藤山战斗，第161旅在安徽金家寨被红二十八军突袭后路，全旅1600余人被俘，旅长刘书春被俘后死亡。1934年12月第54师缩编为四个团，被调到大西南负责修筑川滇、川黔公路。1937年5月郝梦龄去陆军大学深造，刘家麒接任第54师师长。

## 西北军一部组成的第二个第三十军
中原大战后，1930年底西北军吉鸿昌部被蒋介石收编为第22路军，吉鸿昌任总指挥：
- 第31师
- 第33师，师长葛云龙
- 第30师：

该部调鄂豫皖围剿红军，第30师驻潢川，第31师驻黄陂。
孙连仲的第二十六路军在宁都起义后只剩下第27师和独44旅共7个团，合编为第四十二军。第二十六路军辖两个军、共3个师又1个独立旅的番号。孙连仲亲自兼任两个军的军长。
1937年7月至1937年底，第三十军隶属第二十六路军改编的第一军团，先后参加了平汉路北段沿线作战和太原会战中的娘子关战役。1938年3月参加台兒莊戰役，奉命坚守台儿庄主要防御阵地、武汉会战在武汉外围六(安)商(城)公路和固(始)潢(光)公路沿线担任阻击日军的作战任务。武汉会战失利后，第42军军长冯安邦在撤退途中遭日机轰炸阵亡。1939年3月，孙连仲把第一军团的2个军的3个师又1个旅全部编入第三十军，孙连仲任第五战区副司令兼第二集团军总司令，驻南阳。1939年4月随枣会战、1939年冬季攻势作战、1940年5月初至6月下旬的枣宜会战、1941年豫南会战、第二次长沙会战、1943年军长池峰城兼豫北鄂边区游击总指挥时，参加了鄂西会战和常德会战。
邯郸战役中第三十军被重创于东西玉曹、冢王地区。1946年上半年在山西运城改编为整编第30师。1946年7月至1948年7月，先后参加了临(汾)浮(山)战役、吕梁战役、晋南战役、豫西战役和临汾战役等。1948年8月副军长黄樵松率领第27师和第30师第89团增援太原，黄樵松升任军长。1948年11月3日军长黄樵松拟率所部起义，被第27师师长戴炳南出卖被捕，送南京在雨花台枪决。戴炳南接任军长，仵德厚接任27师师长。1949年4月该军在太原战役被歼灭，军长戴炳南、师长仵德厚被俘。  

## 第三十军一部组成的第三个第三十军
1948年8月后，第三十军将所留部队为基础扩编为第一百一十三军，军长鲁崇义。1949年5月，胡宗南将第一百一十三军改称第三十军：
- 军长鲁崇义
- 116师仝敩曾
- 130师欧耐农
- 335师卿云灿

各师合编为：
- 第27师：师长
- 第30师：师长尹瀛州

由陕南汉中地区撤逃到成都东郊。1949年12月25日，该军随李振的第18兵团通电参加成都起义。